# Дженніфер Кісмат
Дженніфер Кісмат (*1970) — канадська забудовниця, міська планувальниця та політична діячка. Головна міська планувальниця Торонто з 2012 по 2017 роки, була другою у виборах мера Торонто 2018 року.
28 серпня 2017 року вона оголосила про відставку з посади головної планувальниці з 29 вересня того ж року і згодом прийняла посаду викладачки в Університеті Торонто. У березні 2018 року Кісмат стала генеральною директором Творчого Житлового Товариства, незалежної некомерційної організації, що займається створенням доступного житла. Журнал Життя Торонто у 2014 році назвав її дев’ятою найвпливовішою особою в Торонто, а в 2013 році Канадський журнал Maclean's  поставив її на 41-е місце серед найважливіших осіб Канади.
27 липня 2018 року Кісмат оголосила про свою кандидатуру на пост мера Торонто на виборах мера 2018 року. Вона зайняла друге місце, поступившись чинному меру Джону Торі. Після виборів мера Кісмат заснувала компанію The Keesmaat Group та стала її генеральною директоркою,  компанія співпрацює з корпоративними та політичними лідерами для сприяння змінам у містах по всьому світу. У 2019 році The Keesmaat Group заснувала серію заходів Національні житлові інновації у партнерстві з Канадською корпорацією іпотечного житлового кредитування (CMHC) і Канадською щотижневою газетою The Globe and Mail, спрямовану на покращення доступу до доступного житла в Канаді.
Дженніфер Кісмат займає 33-ю позицію  в списку Planetizen (ресурсу для планування міст) найбільш впливових сучасних урбаністів і 63-ю позицію в списку найвпливовіших урбаністів усіх часів.

## Життєпис
Кісмат була третьою з чотирьох дочок Ірен, художниці, і Леонарда, будівельника та ремісника. Її батьки приїхали до Канади з Нідерландів маленькими дітьми. Вона народилася та виросла в Гамільтоні, Онтаріо, де відвідувала християнську школу Кальвіна, а потім середню школу сера Аллана Макнаба. Кісмат закінчила Університет Західного Онтаріо в 1993 році, здобувши ступінь з англійської мови та філософії. У 1997 році вона вступила до Йоркського університету, де отримала магістерський ступінь з екологічних досліджень (політика та планування) у 1999 році. Короткий час вона працювала виконавчою асистенткою ліво-орієнтованого радника Джо Міхева та колишньої радниці Джейн Пітфілд у мерії Торонто, за часів мерства Мела Ластман.
Перш ніж стати головною планувальницею Торонто, вона працювала над генеральними планами у Торонто, Ванкувері, Міссісаузі, Вогані, Реджайні, Саскатуні, Летбріджі, Монктоні, Лондоні та Галіфаксі. Поза межами Канади працювала в США, Ірландії та Греції.
Разом з Гарольдом Маді та Антоніо Гомесом-Палаціо Кісмат є засновницею планувально-дизайнерської фірми Управління урбаністики. Вона також є партнеркою-засновницею в компанії ДІАЛОГ. Вона пише статті на теми планування, зокрема редакційні матеріали для Торонто Стар про важливість створення повноцінних вулиць і завершених громад, а також для Канадської щотижневої газети The Globe and Mail про необхідність зміни підходів до планування землекористування, щоб забезпечити життєздатність та стійкість майбутніх громад Канади. Вона виступала з лекціями в Університеті Райерсона (тепер Університет Торонто Метрополітен), Йоркському університеті та Університеті Торонто. Також виступила з доповідями TEDx «Володійте своїм містом і ходіть до школи пішки».

## Головна міська планувальниця Торонто (2012–2017)
Дженніфер Кісмат стала головною планувальницею Торонто у вересні 2012 року. Вона є прихильницею щільної забудови та зручності для пішоходів і описала розвиток середньої висоти будівель, транспортну інфраструктуру та прибережні райони як основні напрямки своєї роботи. Вона також була прихильницею національної урбаністичної програми, закликаючи до розширення ролі федерального уряду у підтримці канадських міст. Кісмат зайняла рішучу позицію в дебатах щодо швидкісної автомагістралі Гардінера, і «її відвертість призвела до конфліктів з мерією». Також було повідомлено головним редактором бюро міської ради для Торонто Стар, що Кісмат «поклала руку на камеру CP24 і пішла з інтерв’ю, коли її запитали про напруженість».
Для обговорення своїх планів вона проводила публічні круглі столи, які транслювалися в прямому ефірі та на телеканалі Роджерс ТВ. Консультація Почуття перевантаженості, один з перших великих проєктів, започаткованих нею на посаді головної планувальниці, використовує низку нетрадиційних онлайн та офлайн інструментів для залучення громадськості.
У 2012 році Кісмат запропонувала 14 нових податків, які могли б забезпечити надходження до бюджету для фінансування нових витрат уряду.
У березні 2017 року вона була процитована в статті Канадської телерадіомовної корпорації, в якій обговорювалися загрози для Зеленого поясу з боку забудовників, які стверджували, що їм потрібна додаткова земля для будівництва житла. Дослідження, проведене CBC, підтвердило, що в цьому районі вже є значна кількість землі з інфраструктурою, але забудовники не починали будівництво, попри її наявність. Мер Оквілла Роб Бертон прокоментував: «Ми дали їм землі з інфраструктурою, а вони на ній сидять», а Кісмат була процитована, що «будівельники контролюють постачання в цьому регіоні. 118 610 інфраструктурованих земель затверджено, але ще не побудовано в Торонто».

### Звільнення
Наприкінці серпня 2017 року Кімат оголосила, що залишає свою посаду в місті після публічних розбіжностей з мером Джоном Торі з кількох питань, зокрема щодо дебатів про демонтаж старіючої та дорогої автомагістралі Гардінер. Міський радник Джо Міхевц похвалив внесок Кісмат для міста: «У випадку з  Гардінером вона говорила правду владі». «Нам потрібен був провокатор… Вона змусила нас думати на вищому рівні».
Згодом Кісмат стала генеральною директором Творчого житлового товариства, некомерційної організації, яка займається створенням доступного орендного житла у великих містах Канади. Її профілі на LinkedIn вказує, що вона була генеральною директором цієї організації з березня по липень 2018 року. Ця група «прагне будувати доступне, спеціально спроєктоване орендне житло [особливо в Торонто та Ванкувері] на такому рівні, якого ще не було в канадському контексті», — сказала вона TVOntario на початку квітня 2018 року.

## The Keesmaat Group
У 2018 році Кісмат заснувала The Keesmaat Group, яка працює з прогресивними містами та організаціями по всьому світу для сприяння змінам. The Keesmaat Group надає стратегічні консультації з різних аспектів урбаністики та міського будівництва клієнтам у містах по всьому світу, зокрема в Мельбурні, Сіднеї, Ванкувері, Абу-Дабі, Сінгапурі та Лондоні.

## Вибори мера Торонто 2018

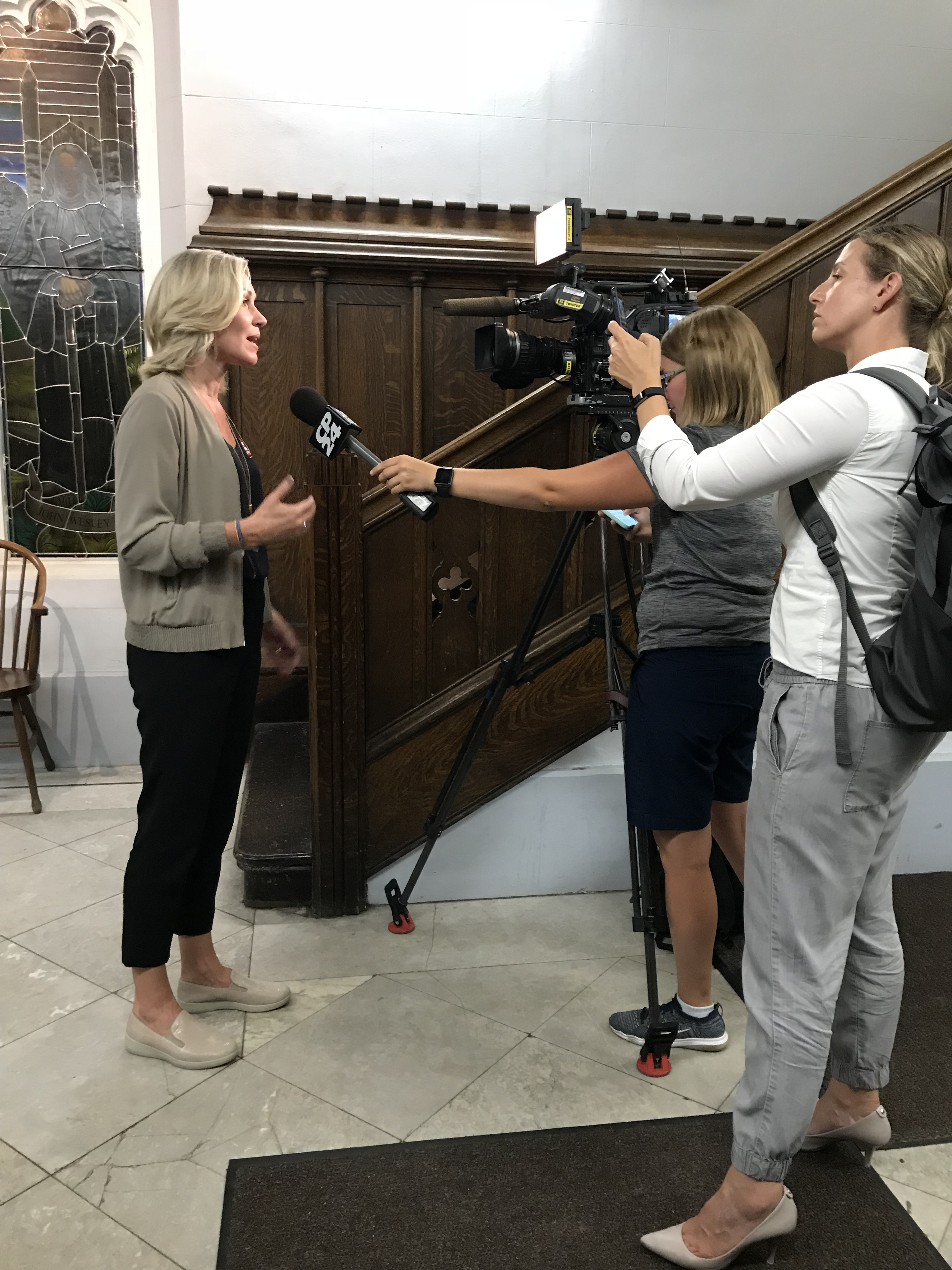
Кісмат дає інтерв'ю CP24 у столичній об'єднаній церкві

Частка голосів Дженніфер Кісмат на виборах мера Торонто в 2018 році в кожному округі

27 липня 2018 року Кісмат оголосила про свій намір балотуватися на посаду мера Торонто на муніципальних виборах 2018 року, зосередивши значну частину своєї компанії на ключових пріоритетах, як транспорт, дорожній рух, доступність житла та безпека на дорозі. У відповідь на план прем'єр-міністра Дуга Форда скоротити склад міської ради Торонто вдвічі Кісмат написала у Twitter, що Торонто повинно відокремитися від Онтаріо та стати одинадцятою провінцією Канади. Досвідчений канадський політичний стратег Браян Топп працював на посаді керівника її виборчої кампанії. Кілька видатних місцевих і міжнародних діячів і організацій підтримали Кісмат на посаді мера, серед яких Олівія Чоу, колишня міська радниця та депутатка парламенту, міські радники Торонто Крістін Вонг-Там, Джо Крессі, Майк Лейтон та Джош Метлоу, відомі урбаністи, включаючи колишнього головного планувальника Ванкувера Брента Тодеріана та відомого урбаніста Гіла Пеньялосу, а також вчителі початкових шкіл Торонто (ETT), які представляють 11 000 вчителів у державних початкових школах Торонто. 22 жовтня 2018 року Кісмат програла вибори мера чинному меру Джону Торі.

### Транспортна система
Кісмат пообіцяла зробити пілотний проєкт King Street, який вона очолила як головна планувальниця, постійним. Спираючись на свій досвід керівництва багатьма проєктами розширення транспортної інфраструктури Торонто, як головна планувальниця вона також представила амбітний  план міської транспортної мережі, який включав нову ілінії метро, LRT та швидкісні автобусні лінії. Кісмат розповіла ЗМІ, що її план «виходить за рамки «виборчих циклів» і дає основу для десятиліть розвитку... Це справжній транспорт і справжній план для міста Торонто на довгострокову перспективу».

### Безпека на дорозі
У зусиллях щодо запобіганнях смертям пішоходів, яких можна було б уникнути, Кісмат зобов’язалася знизити обмеження швидкості на всіх житлових дорогах Торонто до 30 км/год (зараз обмеження швидкості 50 км/год або 40 км/год у зонах біля шкіл) і зробити кожну шкільну зону безпечною за проектом.

### Гардінерська автострада
Кісмат пообіцяла знести східну частину застарілої та занепадаючої автомагістралі Гардінерської швидкісної автостради та замінити її наземним бульваром, вказуючи на те, що міста по всій Північній Америці обирають зносити швидкісні дороги замість того, щоб витрачати сотні мільйонів доларів на підтримку застарілої інфраструктури. Кісмат сказала, що цей крок дозволить заощадити місту приблизно 500 мільйонів доларів порівняно з відновленням старіючої міської швидкісної дороги, і що це рішення відкриє «нові громади з новими робочими місцями в роздрібній торгівлі на підприємствах і в доступному житлі — місцями для життя людей — звільнивши цю землю... Це дійсно про створення міста, яке придатне для життя. Це про створення сталого міста. Це про створення зеленого міста, і це про, щоб перемістити Торонто в 21 століття", - сказала Кісмат.

### Доступне житло та громадська безпека
Кісмат запропонувала підвищення податку на продаж розкішних будинків, щоб допомогти фінансувати будівництво 100 000 одиниць доступного житла. Вона також підтримує заборону на ручну вогнепальну зброю в місті. Кісмат пообіцяла виділити кошти для подвоєння кількості працівників з надання екстреної психологічної допомоги та посилення зусиль з громадської поліції, забезпечивши призначення офіцерів громадської поліції в кожному з 140 районів Торонто.

### Інше
Кісмат також представила детальні плани щодо покращення гендерної рівності в міській бюрократії Торонто, підтримки та популяризації мистецтва, підвищення прозорості в муніципальних установах і побудови чистої, екологічної та стійкої інфраструктури.

### Результати виборів
| Вибори мера Торонто 2018 |         |        |
| Кандидат(ка)             | голосів | %      |
| Джон Торі                | 479 659 | 63,49  |
| Дженніфер Кісмат         | 178,193 | 23,59  |
| Віра Голді               | 25,667  | 3,40   |
| Сарон Гебреселлассі      | 15,222  | 2,01   |
| 64 інші кандидати        | 56,752  | 7,51   |
| Всього                   | 755,493 | 100,00 |

## Особисте життя
Кісмат живе зі своєю родиною поблизу перехрестя Йонг та Еглінтон. Вона одружена з Томом Фріменом, який керує FH Гостинність, торговельною компанією в Торонто, яка постачає обладнання та меблі для готелів. У них двоє дітей, Олександра та Луїс.